# I. Fülöp burgundi herceg
I. Fülöp burgundi herceg (Rouvres-en-Plaine, 1346. augusztus 5. – Rouvres-en-Plaine, 1361. november 21.) volt a Burgundi Hercegség uralkodója 1349 és 1361 között (bár nagykorúságát csak 1360-ban érte el). Burgundi Fülöp és I. Johanna auvergne-i grófnő egyetlen fia és örököse volt. Apja születése évében, nagyapja 1349-ben hunyt el, így 1350-ben örökölte a Burgundi Hercegséget, a Burgundi Palotagrófságot és az Artois-i Grófságot. Anyja révén kapta meg az Auvergne és Boulogne grófja címeket. 1361-ben, 15 éves korában elkapta a pestist és gyermektelenül halt meg. Halála után birtokai visszaszálltak rokonaira.

## Élete
Fülöp 1346 augusztusában született Château de Rouvres kastélyba. Apja Burgundi Fülöp (1323 - 1346) V. Ottó burgundi herceg legidősebb fia volt és a hercegi cím várományosa, de fia születésével majdnem egyidőben elhunyt - egy földműves lova rúgta fejbe. Anyja I. Johanna auvergne-i grófnő, aki emellett Boulogne grófnője is volt.
Fülöp 1349-ben örökölte az Artois-i Grófságot és a Burgundi Palotagrófságot nagyanyja, III. Johanna burgundi grófnő révén. 1350-ben, nagyapja halála után, örökölte a Burgundi Hercegséget is. Helyette anyja, mint régens kormányozta a tartományokat, akitől 1360-ban, annak halála után, örökölte az Auvergne-i Grófságot és a Boulogne Grófságokat is. Anyja halála után, 1360. október 20-án nyilvánították nagykorúvá és vált tényleges uralkodója birtokainak.
Fülöp feleségének második unokatestvérét, III. Margit flamand grófnőt választották és a házassággal együtt birtokába került volna Flandria, Nevers és Rethel grófságok, az antwerpeni őrgrófság, illetve a Brabanti és a Limburgi Hercegségek. A pápa 1356-ban megadta az engedélyt a házasságra és a szertartást meg is tartották 1357. május 14-én az arrasi Saint-Vaast templomban.
1361-ben azonban Fülöp elkapta a pestist és hamarosan meghalt, mielőtt elhálhatta volna a házasságot feleségével, Margittal. Halálával mind a négy nagyszülőjének kihaltak a közvetlen leszármazottai és mivel nem volt örököse, birtokait felosztották azok között a családok között, akiktől rászálltak.
- A Burgundi Hercegséget II. János francia király kapta, aki II. Róbert burgundi herceg unokája és Fülöp mostohaapja volt.
- I. Margit artois-i grófnő, II. Johanna burgundi grófnő unokája kapta Artois-t és a burgundi palotagrófságot
- VII. Róbert boulogne-i gróf unokája, Boulogne-i János örökölte Auvergne-t és Boulogne.

Margit, aki Artois-t és a burgundi palotagrófságot nagyanyja révén örökölte, I. Lajos flamand gróf özvegye és flamand grófné is volt. Fia, II. Lajos flamand gróf volt III. Margit flamand grófnő apja, aki Fülöp özvegye lett. Ez utóbbi Margit 1369-ben feleségül ment II. János legfiatalabb fiához, Fülöphöz, aki apjától 1363-ban megkapta a Burgundi Hercegséget. Lajos flamand gróf halálával a flamand, neversi, retheli grófságok Fülöpre és Margitra szálltak, aki második házassága révén ugyanazon birtokok felett uralkodott, mint első házasságában.
A Burgundi Hercegség öröklését II. Károly navarrai király vitatta, aki szintén a Burgundi-ház leszármazottja volt és elsőszülötti jogon járt volna neki a hercegség (II. János közelebbi rokonság jogán vette birtokba). A két király között azonban Burgundi miatt nem kerül sor összetűzésre, jóllehet II. Károly beavatkozott a francia és az angol király között dúló Százéves háborúba. II. János amúgy is jobb helyzetben volt: az elhunyt herceg mostohaapja volt, felesége révén ismerte a hercegséget és a burgundi nemesség nagy része ellenséges volt II. Károllyal szemben, aki az angolokat támogatta a francia királlyal szemben.

## Külső hivatkozások
- http://www.friesian.com/francia.htm
- https://web.archive.org/web/20080207124541/http://fmg.ac/Projects/MedLands/Contents.htm
- https://web.archive.org/web/20080202123946/http://www.genealogie-mittelalter.de/